# Richard Corliss
Richard Nelson Corliss (* 6. März 1944 in Philadelphia, Pennsylvania; † 23. April 2015 in New York City, New York) war ein US-amerikanischer Filmkritiker und Autor.

## Leben
Corliss studierte an der Saint Joseph’s University sowie Filmwissenschaften an der Columbia University. Er schrieb ab Mitte der 1960er-Jahre für verschiedene Magazine wie National Review und Maclean’s, ehe er dann von 1970 bis 1982 als Chefredakteur des Filmmagazins Film Comment angestellt war, das sich vor allem mit Filmkultur und Rezensionen von Kunstfilmen beschäftigte. Am längsten arbeitete er jedoch für das Time-Magazine, bei dem er von 1980 bis zu seinem Tod der Cheffilmkritiker war. Neben seinen Filmkritiken schrieb er auch Personenprofile, Essays über Populärkultur sowie Kritiken zu Fernseh- und Theaterproduktionen.
Corliss stand der Auteur-Theorie kritisch gegenüber und hob insbesondere die Bedeutung von Drehbuchautoren für die Schaffung eines Filmes hervor. Der Filmgeschmack von Corliss umspannte sowohl Kunstfilme von Ingmar Bergman, Werner Herzog, Rainer Werner Fassbinder und aus dem asiatischen Raum als auch Actionfilme von Jackie Chan oder Pixar-Animationsfilme. Nachdem seine erste Kritik zu Krieg der Sterne noch negativ ausfiel, rezensierte er später weitere Werke von George Lucas und Steven Spielberg positiv. Eine Abneigung hegte er dagegen insbesondere gegen Filme wie Billy Elliot und Cinema Paradiso, die er als sentimentale und gefällige Publikumslieblinge betrachtete. 1990 veröffentlichte er einen Essay, in dem er die „gehobene Filmkritik“ als gefährdet betrachtete, die nach mehr frage als nur danach, ob ein Kinofilm die Zeit und das Geld für einen Besuch wert sei.
Anfang Februar 1991 veröffentlichte er einen Artikel über Gérard Depardieu im Time-Magazin, in dem er aus seinem eigenen Interview von 1978 für Film Comment zitierte. Depardieu hatte damals gesagt, er habe als Neunjähriger an einer Vergewaltigung teilgenommen, später an vielen weiteren: »Daran war nichts falsch. Die Frauen wollten vergewaltigt werden.«, sowie »Ja, aber das war normal unter den Umständen. Das war ein Teil meiner Kindheit.« Das wurde 1991 erneut im Time-Magazin von ihm thematisiert. Er erinnerte sich an diese Geschichte, und in seinem Porträt Depardieus stand als Antwort auf die Frage nach dem Wahrheitsgehalt von dessen damaligen Äußerungen das Zitat aus Film Comment. Dies führte laut einem Spiegel-Artikel von 1991 zu französisch-US-amerikanischen Verstimmungen. Es wurde dann noch einmal 1999 von Barbara Supp wiederum im Spiegel thematisiert.
Neben seiner Tätigkeit als zeitgenössischer Filmkritiker veröffentlichte Corliss auch mehrere filmwissenschaftliche Bücher: Talking Pictures (1974), in dem er die Geschichte und Bedeutung amerikanischer Drehbuchautoren untersuchte; Greta Garbo (1974) über die Filmlegende; Lolita (1994), ein Buch über die gleichnamige Literaturverfilmung von Stanley Kubrick, und Mom in the Movies: The Iconic Screen Mothers You Love and a Few You Love to Hate (2014), in dem er sich mit der Darstellung von Müttern im Kino auseinandersetzte. Gemeinsam mit seinem Time-Kritikerkollegen Richard Schickel erstellte Corliss im Jahr 2005 die Time-Auswahl der besten 100 Filme von 1923 bis 2005.
Der bis in seine letzten Lebenswochen als Filmkritiker tätige Richard Corliss starb im April 2015 im Alter von 71 Jahren an einem schweren Schlaganfall. Er war von 1969 bis zu seinem Tod mit Mary Yushak Corliss, einer langjährigen Filmkuratorin am Museum of Modern Art, verheiratet.